# Christiansborg (Accra)

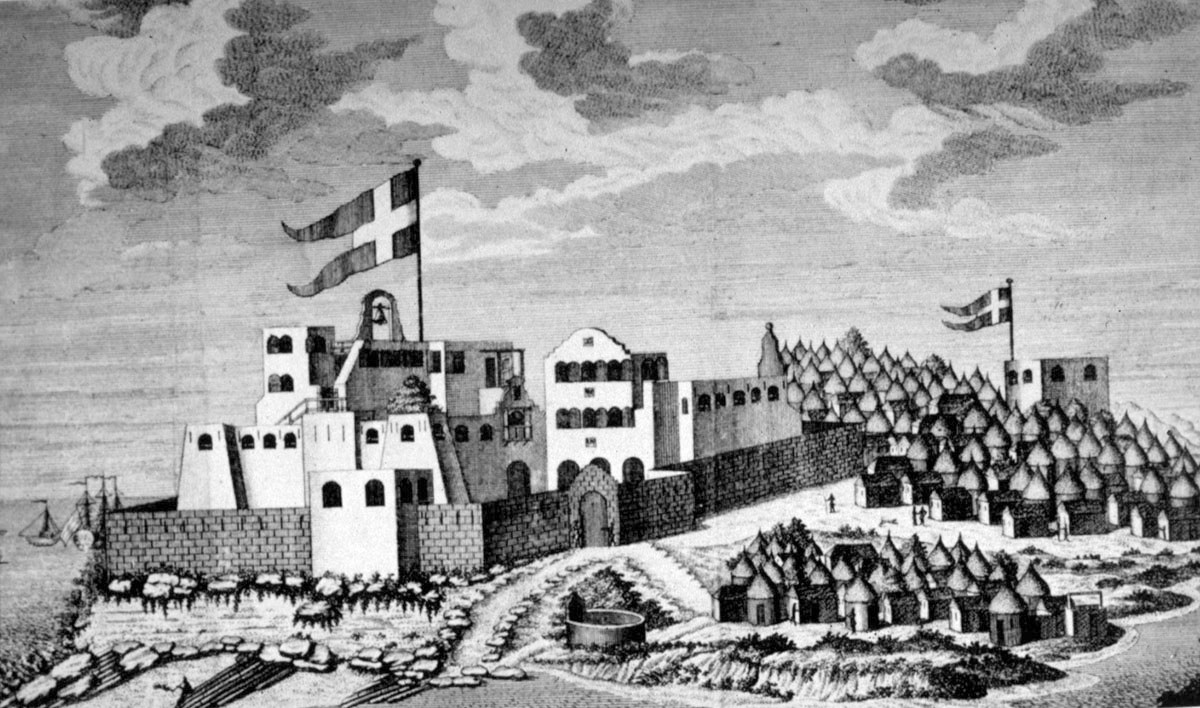
Historische Darstellung von Christiansborg Castle

Die Christiansborg (Christiansburg), auch bekannt als Osu Castle, in Ghanas Hauptstadt Accra ist eine 1652 gebaute Burg an der Küste des Golfs von Guinea. Von 1902 bis 2013 (mit kurzer Unterbrechung 2008/2009) war das Gebäude Regierungssitz, ehe dieser zum sogenannten Golden Jubilee House verlegt wurde. Seit 2000 zählt die Burg zum UNESCO-Weltkulturerbe. Sie kann von Touristen besichtigt werden.
Ein Stadtteil von Accra trägt denselben Namen, Christiansborg bzw. Osu. Christiansborg ist eines von etwa 35 historischen Forts der ghanaischen Küste.

## Geschichte
Die Stelle, an der heute die Christiansburg steht, war 1550 von den Portugiesen in Besitz genommen worden. Nachdem deren Einfluss in der Gegend geschwunden war,  erlaubte der König von Accra 1652 dem in schwedischen Diensten stehenden Kaufmann Heinrich Carloff, dort ein befestigtes Gebäude zu errichten. 1661 erwarb der dänische Gouverneur von Fort Fredericksborg, Jost Cramer, das Areal für 3200 Gulden von der ortsansässigen Ethnie der Ga. 1659 errichteten die Dänen dort eine steinerne Festung und benannten sie nach ihrem König Christian V. Damit trägt sie den gleichen Namen wie der wenig später errichtete königliche Palast in Kopenhagen. Im Laufe der Zeit wurde die Burg auf das Vierfache ihrer ursprünglichen Größe ausgebaut.
War der Ort zuvor hauptsächlich noch Umschlagplatz für Gold und Elfenbein gewesen, so entwickelte er sich unter dänischer Herrschaft zu einem Zentrum des Sklavenhandels. Der „florierte“ so sehr, dass bald Erweiterungsbauten außerhalb der Festungsmauern errichtet wurden, um genügend Platz für die gefangenen Sklaven zu bekommen, bis ein Schiff zum Abtransport zu den Zuckerplantagen auf den dänischen Jungferninseln eintraf.
1679 brach eine Meuterei aus, der der dänische Fortkommandeur zum Opfer fiel. Sein griechischer Nachfolger verkaufte die Burg an die Portugiesen, die sie weiter ausbauten, jedoch bereits 1683 an die Dänen zurückverkauften.
1693 erlangte Häuptling Assameni vom Volk der Akwamu durch einen Handstreich die Kontrolle über die Festung, die er ein Jahr als Handelsdrehkreuz nutzte, ehe er sie für die hohe Summe von 50 Goldmark erneut an Dänemark veräußerte.
Als 1803 der Sklavenhandel in Dänemark verboten wurde, verlor die Festung rasch an Bedeutung. 1850 wurde sie an die Briten verkauft und von ihnen umgebaut. Von 1876 bis 1890 war die Festung erstmals Sitz des Gouverneurs der Goldküste, ehe sie vorübergehend Polizeikaserne und dann Nervenheilanstalt wurde. Seit 1902 war Christiansborg dann wieder Regierungssitz.